# تنپیو
تنپیو (به ژاپنی: 天平 Tenpyō) نام عصر ژاپنی بود. این عصر بعد از جینکی و قبل از تنپیو-کانپو قرار داشت و از اوت ۷۲۹ تا آوریل ۷۴۹ به طول انجامید. در طی این عصر امپراتور شومو حکمران ژاپن بود.